# Patricio Manns
Patrício Manns (Nacimiento, 3 de agosto de 1937 – 25 de setembro de 2021) foi um músico e escritor chileno.
Seu pai era um suíço-alemão e pianista de jazz amador e sua mãe francesa e pianista amadora. Seus pais atuaram em programas educacionais em comunidades isoladas no Sul do Chile, por isso, Patrício, durante a infância, viveu em diversas localidade, principalmente em Chiloé.
Aos catorze anos, publicou pela primeira vez seus poemas no jornal El Colono de Traiguén, dando início a sua carreira como escritor. Em 1963, escreveu a sua primeira novela: Parias en el Vedado, que, posteriormente, seria reescrita, pelo mesmo autor, como outro título: La noche sobre el rastro, que, em 1967, ganhou o Prêmio Alerce, da Sociedade de Escritores do Chile. Foi um importante compositor do movimento que seria conhecido como Nueva Canción Chilena.
Durante a sua juventude, exerceu diferentes profissões tais como: caminhoneiro e atendente de farmácia. Em 1961, foi contratado como jornalista no Diario La Patria em Concepción. Dois anos depois, mudou-se para Santiago, onde trabalhou inicialmente na Rádio Balmaceda. Nessa época já tinha composto algumas canções, dentre elas: "Bandido", que, em 1959, foi premiada no Festival Folclórico de Cosquín (Argentina), "Los Trovadores del Norte" e "Arriba en La Cordillera" que, interpretada em conjunto com integrantes de Los Cuatro Cuartos e da Las Cuatro Brujas, foi gravada pela Demon e fez bastante sucesso.
Em Santiago, trabalhou na emissora de TV da Universidade do Chile, onde conheceu Luís Chino Urquidi, com quem forjaria uma grande amizade. Por meio de Luís Chino, aproximou-se de Pedro Messone e Willy Bascuñán, integrantes de Los Cuatro Cuartos. 
Em 1965, compôs "El cautivo de Til Til" e passou a se apresentar regularmente na Peña de los Parra, onde manteve contato com Víctor Jara, Rolando Alarcón, Violeta Parra e seus filhos (Isabel e Ángel), e muito outros artistas chilenos e estrangeiros. Aos poucos, os artistas que se apresentavam na Peña assumiram uma atitude política militante que o levaria a comprometer-se profundamente com o governo de Salvador Allende.
Nessa época, estabeleceu contato com o produtor musical Camilo Fernández, executivo da gravadora Arena.
Dentre as canções compostas por Patrício nesses período foram "América, novia mía" e "En Lota la noche es brava".
Em 1965, também merece destaque a cantata "El sueño americano" (1965), na qual Patrício integrou ritmos folclóricos do continente para contar a história dos povos latinoamericanos em parceria com o conjunto "Voces Andinas".
Em 1971, lançou o disco Patricio Manns que incluía canções como "Valdivia en la niebla" e "No cierres los ojos", dirigido por Luis Advis e em parceria com os conjuntos Inti Illimani e Los Blops, a Orquestra Sinfônica do Chile e a Orquestra Filarmônica de Santiago.
Em 1973, em decorrência do Golpe Militar, teve que buscar exílio, inicialmente em Cuba, onde trabalhou com o cineasta Humberto Solás no roteiro do filme La Cantata de Chile; e, posteriormente na França, onde estabeleceu uma parceria como o grupo Inti Illimani, da qual surgiram gravação de canções como: "Palimpsesto", "Vuelvo", "Sambalandó", essas duas última incluídas, em 1979, no disco Canción para matar una culebra. Também na França, em 1974, fundou o conjunto Karaxú. No exílio compôs "Cuando me acuerdo de mi país", incluído, em 1977, no disco Canción sin límites, gravado em parceria com a Orquestra Sinfônica de Cuba. Outras canções compostas na época do exílio foram: "La dignidad se convierte en costumbre", "El Che" e "Llegó volando"
Também continuou a atuar como escritor, publicando novelas como: Buenas noches los pastores, Violeta Parra: La guitarra indócil, Currículum Mortae, Actas de Marusia, El corazón a contraluz, El desorden en un cuerno de niebla e Memorial de la noche, além de um livro de contos: La tumba del zambullidor.
Além disso, atuou como porta-voz da Frente Patriótica Manuel Rodríguez.
Nos anos 1990, voltou a se apresentar no Chile, onde residiu a partir da segunda metade da década.
Nessa época, passou a compor a boleros como "Medianoche", em parceria com Horácio Salinas e o Inti Illimani, gravado nos discos Amar de nuevo (Inti Illimani - 1998) e Porque te amé (Patrício Manns - 1998).
Em 2003, lançou um disco em homenagem a Salvador Allende, no início do século XXI publicava cerca de um livro por ano (reedições e inéditos).
Em 2010, lançou o disco La tierra entera", abordando situações do Chile na época, como o caso de Pascua Lama e o conflito com os mapuches.
Manns morreu em 25 de setembro de 2021, aos 84 anos de idade.